# 153P/Ikeya–Zhang
153P/Ikeya–Zhang är en komet som upptäcktes 1 februari 2002 av Kaoru Ikeya och Zhang Daqing. Upptäckterna gjordes oberoende av varandra mindre än två timmar emellan i Japan respektive Kina.

## Upptäckten
Två amatörastronomer, Kaoru Ikeya och Zhang Daqing, upptäckte oberoende av varandra kometen den 1 januari 2002, i Japan respektive Kina. Senare samma dygn upptäcktes den också av Paulo M. Raymundo i Brasilien.
Kometen blev under hela februari allt ljusare tills den under slutet av månaden blev synlig för blotta ögat. Under mars observerades en svans som sträckte sig fyra grader över himlavalvet. Under april avtog den skenbara magnituden och i slutet av maj kunde man inte längre observera någon svans.

## Bestämning av omloppsbanan
Dagarna efter upptäckten gjordes försök att bestämma omloppsbanan med viss noggrannhet. Det föreslogs snart en omloppstid på mellan 400 och 500 år och att den var identisk med en komet som observerats 1532. Efter att fler observationer hade gjorts kunde man snart avfärda detta. Istället föreslogs en omloppstid på runt 360 år och att kometen istället var identisk med en komet som observerats 1661 av Jan Hevelius. Den kan då också vara identisk med en komet som observerades i Kina samma år. Det gör idag Ikeya–Zhang till den komet med längst omloppsbana som har observerats vid åtminstone två periheliepassager. Just det är kriteriet för kometer att få ett nummer och Ikeya–Zhang var den 153:e kometen att få ett sådant.